# Íñigo de Cárdenas y Zapata
Íñigo de Cárdenas y Zapata   (Madrid, valor desconegut - Madrid, 1588), senyor de Loeches, va ser un conseller espanyol que va ocupar la presidència del consell d'Ordres.
Fill d'Íñigo López de Cárdenas Zapata, cavaller comanador de l'ordre de Santiago, i de Francisca de Vargas Vivero. Es va casar amb Isabel d'Avellaneda, germana de Bernardino d'Avellaneda, i van tenir onze fills. El seu fill gran va ser Íñigo de Cárdenas Zapata i Avellaneda, que el va succeir a la casa i que va servir com a ambaixador a Venècia i a França.
Va servir d'oïdor de la cancilleria de Valladolid, i després va ser membre dels consells d'Ordres i de Castella. Va ser cavaller comanador de l'ordre de Santiago. La presidència del consell d'Ordres en 1584. Aquest mateix any va fundar al costat de la seva dona el convent de les Comanadores de Santiago, a Madrid. Morí l'any 1588.